# 네이리즈

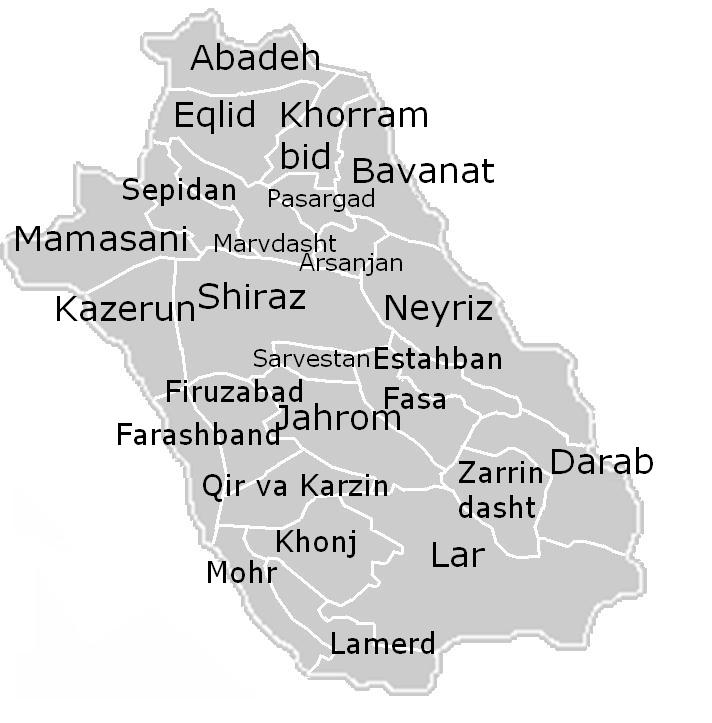

네이리즈 (페르시아어:نی‌ریز‎, Neyriz) 또는 니리즈 또는 나이리즈는 이란 남부 파르스주의 도시이다.
이름은 바크테간 호수와 그 구역에 대해 사용된다. 도시는 그 호수 연안에 위치하였지만 염호의 축소로 인해 이제는 남서쪽에 있다. 19세기에는 네이리즈의 사람들은 바비스였고, 1850년과 1852년 정부에 반란하였고 재앙의 결과를 낳았다.
이 도시의 첫이름은 나이지였다.